# Воейков, Николай Иванович
Николай Иванович Воейков (30 ноября 1901, деревня Стужень, Курская губерния — 4 мая 1974, Москва) — советский военный деятель, Гвардии генерал-майор танковых войск (1941 год).

## Начальная биография
Николай Иванович Воейков родился 30 ноября 1901 года в деревне Стужень (ныне — Мантуровского района Курской области).

## Военная служба

### Гражданская война
В апреле 1919 года был призван в ряды РККА и направлен красноармейцем местного продотряда. С августа воевал в составе 1-й бригады (42-я стрелковая дивизия, 13-я армия) на должностях политбойца и политрука роты 371-го стрелкового полка, помощника заведующего политическим отделом бригады. Принимал участие в боевых действиях на Южном и Юго-Западном фронтах против войск под командованием генерала А. И. Деникина, в частности в Воронежско-Касторненской операции и овладении станции Касторная и городов Землянск, Старый и Новый Оскол, Валуйки, Купянск, Славянск, Бахмут, Бердянск и Мариуполь.
В марте 1920 года был назначен на должность инспектора Старооскольского уездного военкомата, а в мае был направлен на учёбу в 1-ю Московскую кавалерийскую школу, по окончании которой в марте 1921 года был назначен на должность командира взвода школы младшего комсостава 1-го кавалерийского корпуса.

### Межвоенное время
С июня 1924 года Воейков служил на должностях командира взвода и эскадрона в 4-м кавалерийском полку (Украинский военный округ).
В октябре 1926 года был направлен на учёбу на Ленинградские военно-политические курсы, по окончании которых с июля 1927 года служил на должностях помощника командира и командира эскадрона Украинской кавалерийской школы, в феврале 1933 года был назначен на должность начальника штаба 30-го кавалерийского, а в июне 1934 года — на должность помощника начальника 1-го отдела штаба 1-го механизированного корпуса.
В январе 1935 года Воейков был направлен на учёбу на академические курсы технического усовершенствования комсостава при Военной академии механизации и моторизации РККА, после окончания которых в августе был назначен на должность помощника начальника 1-го отдела штаба 45-го механизированного корпуса, в марте 1936 года — на должность командира отдельного танкового батальона 51-й стрелковой дивизии, в октябре 1937 года — на должность командира 10-го танкового полка (Северо-Кавказский военный округ), в мае 1940 года — на должность помощника инспектора, затем — на должность инспектора кавалерии Красной Армии, в декабре — на должность командира 24-й отдельной легкой танковой бригады, а в марте 1941 года — на должность командира 42-й танковой дивизии (21-й механизированный корпус, Ленинградский военный округ).

### Великая Отечественная война
С 23 июня дивизия под командованием Воейкова принимала участие в оборонительных боевых действиях против 4-й танковой группы противника в районе Даугавпилса, а затем отступала на псковском направлении. За образцовое выполнение задания командования в этих боях генерал-майор Николай Иванович Воейков был награждён орденом Красного Знамени.
В октябре 1941 года 42-я танковая дивизия была преобразована в 42-ю танковую бригаду, а Воейков был назначен на должность её командира. Вскоре бригада принимала участие в оборонительных боевых действиях в ходе битвы под Москвой. Из отчётов командующего Брянским фронтом генерал-лейтенанта Ерёменко А. И. известно, что Воейков показал себя как «беспечный, тактически неграмотный и безынициативный человек».
В декабре 1941 года Воейков вошел в состав группы представителя Ставки Верховного Главнокомандования генерал-лейтенанта Я. Н. Федоренко и в марте 1942 года был назначен на должность командира 97-й танковой бригады.
В начале 1943 года находился в госпитале по болезни и по излечении в марте того же года был назначен на должность генерал-инспектора Инспекции управления командующего бронетанковыми и механизированными войсками Красной Армии, в октябре 1943 года — на должность заместителя командира 5-го механизированного корпуса, а с декабря последовательно назначался на должность заместителя командующего и командующего бронетанковыми и механизированными войсками 4-го Украинского фронта.
В апреле 1944 года был назначен на должность заместителя командира 9-го танкового корпуса, а 17 июля того же года — на должность командира этого корпуса, который принимал участие в ходе Бобруйской операции, во время которой освободил города Осиповичи и Бобруйск, а в ходе развития наступления на барановичско-брестском направлении — Слоним, за что корпусу было присвоено почетное наименование «Бобруйский». В ходе Белорусской наступательной операции Воейков успешно руководил корпусом при освобождении города Барановичи, за что корпус и его командира были награждены орденами Красного Знамени.
В январе 1945 года генерал-майор танковых войск Николай Иванович Воейков был направлен на учёбу на ускоренный курс при Высшей военной академии имени К. Е. Ворошилова.

### Послевоенная карьера

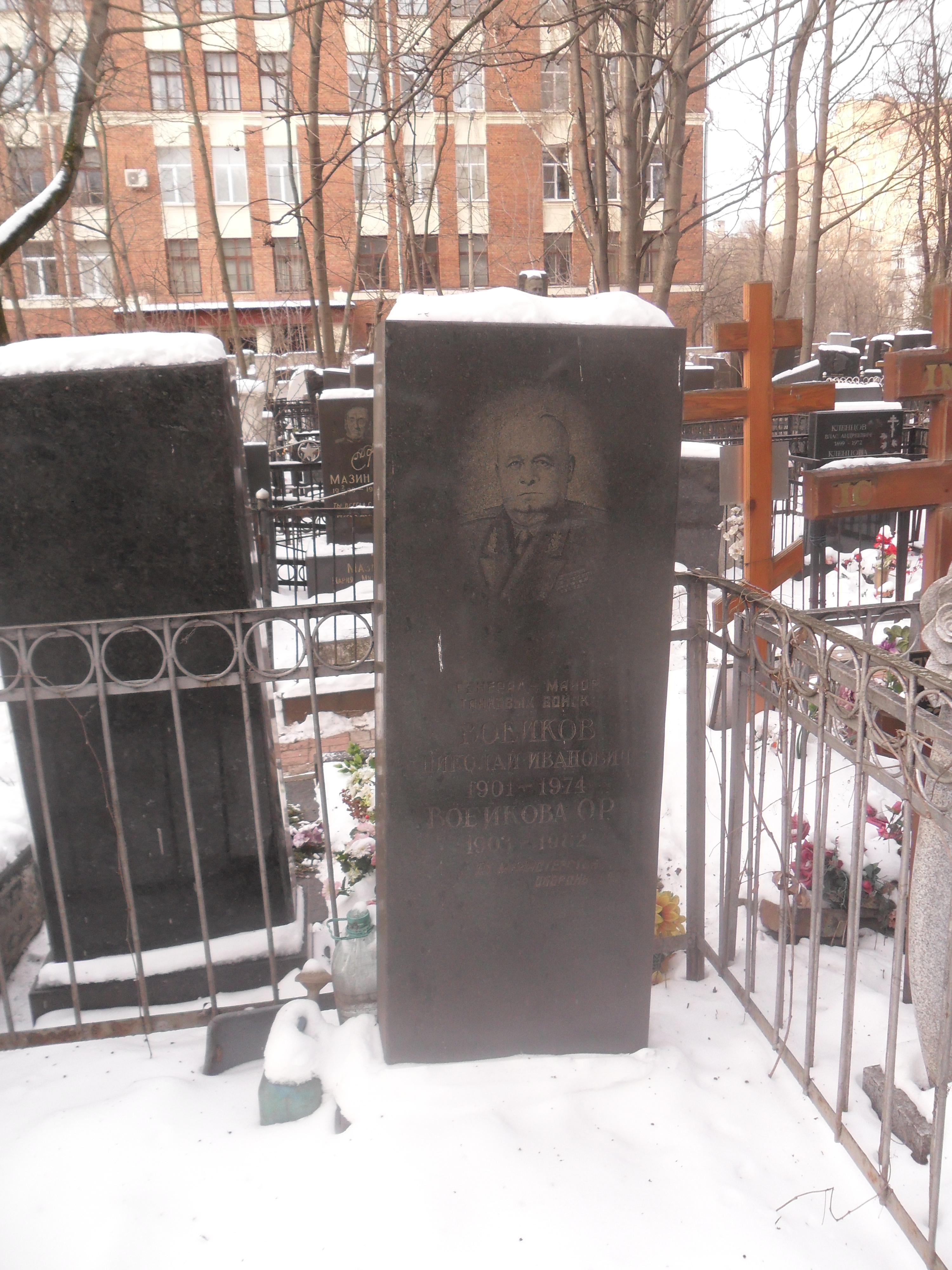
Могила Воейкова на Введенском кладбище Москвы.

После окончания ускоренного курса в феврале 1946 года Воейков был назначен на должность командира 32-й гвардейской механизированной дивизии, в июне 1947 года — на должность заместителя командира 2-й гвардейской танковой дивизии, в апреле 1949 года — на должность командира 10-го танкового полка, в марте 1950 года — на должность командира 10-й танковой дивизии, в ноябре 1951 года — на должность помощника командующего 7-й механизированной армией, а в январе 1953 года — на должность помощника командующего Северной группой войск.
Генерал-майор танковых войск Николай Иванович Воейков в декабре 1953 года вышел в отставку. Умер 4 мая 1974 года в Москве. Похоронен на Введенском кладбище (29 уч.).

## Награды
- Орден Ленина;
- Четыре ордена Красного Знамени;
- Орден Отечественной войны 1 степени;
- Медали;
- Иностранный орден[2][3].